# Adolf Sponholtz
Adolf Sponholtz (* 7. Juni 1869 in Klein Süntel (heute Ortsteil von Bad Münder); † 25. Oktober 1951) war ein Verleger und Druckereibesitzer.
Adolf Sponholtz war das dritte von fünf Kindern des Kaufmanns und Glashüttenbesitzers (1865–1879) Emil Friedrich Sponholtz (* 11. Mai 1835 in Rostock; † 1. August 1887) und der Adele Johanne Sophie Dorothea Schlüter (1844–1902). Der Großvater Adolph Heinrich Sponholtz (1803–1851) war Organist am St. Marien und Musiklehrer in Rostock.
In Hannover eröffnete Adolf Sponholtz im Oktober 1894 eine Schulbuchhandlung am Georgsplatz. Er heiratete Laura, geb. Ritter (* 15. Juli 1873 in Bremen), mit der er den Sohn Heinz (1896–1970) und die Tochter Käte, verh. Pancke, hatte. 1906 übernahm er zusätzlich einen „eher provinziellen“ Verlag, der vor allem die Werke von Hermann Löns († 1914) herausgab. Für Löns beide ersten Romane gab er ihm 3000 Mark Vorschuss. Weitere Autoren waren Upton Sinclair und Jack London.
Seine Frau, von der er 1917 geschieden wurde, leitete den Verlag als Prokuristin vom Ersten Weltkrieg bis 1927. Lisa Hausmann-Löns, die einige Bücher aus dem Amerikanischen übersetzte und sich 1911 von ihrem Mann getrennt hatte, war 1917 in einer Notlage einen Vergleich eingegangen und stritt sich später mit Laura um die Tantiemen. Nach dem Erwerb der Druckerei Fritz Wengler in der Lavesstraße im April 1919 wurde umfirmiert in Sponholtz Druckerei und Verlagsanstalt GmbH. In den 1920er Jahren zählte sein Betrieb zu den ersten Firmen, die farbige Kataloge und Prospekte für die Industrie produzierten. Es war auch einer der wenigen Betriebe, der Notgeld und Aktien drucken durfte. Im Oktober 1943 wurden beide Geschäftshäuser zerbombt und Sponholtz zog ins thüringische Brotterode. „Das Haus von Frau Pancke in der Bödekerstrasse, das ihres Bruders Heinz Sponholtz in der Richard-Wagnerstrasse und das Geschäftshaus Pancke an der Marienstrasse sind verschwunden.“
Seine Kinder führten den Verlag fort, bis er 1963 vom Hamelner Verlag C. W. Niemeyer übernommen wurde.